# 火田镇 (茶陵县)
火田镇，是中华人民共和国湖南省株洲市茶陵县下辖的一个乡镇级行政单位。

## 地名由来
“火田”这一地名由来不明，一说因镇域内水源不多，经常干旱，田地似火烧灼而得名；一说因当地农民经常放火焚烧农田杂草而得名。该地名最早可以追溯到唐朝元和年间。

## 历史沿革
火田镇在古代即有聚落，清朝期间为墟市。1932年，成立火田乡，1996年，建立火田镇。

## 行政区划
火田镇下辖以下地区：
火田社区、五门村、贝水村、新华村、连溪村、庙贝村、麻芙村、贝江村、古石村、山田村、芙江村、洲陂村、枫景村、樟冲村和砂下村。